# Nonjurors
De Nonjurors was een groep anglicaanse geestelijken die in 1689 weigerden de eed van trouw af te leggen aan Willem III van Oranje als koning van Engeland.

## Ontstaan
In 1688 werd de katholieke koning Jacobus II van Engeland afgezet ten gunste van de protestantse Willem III van Oranje, die gehuwd was met Jacobus’ dochter Mary. Jacobus vluchtte naar Frankrijk. Deze omwenteling staat bekend als de Glorious Revolution. Willem III liet zich tot koning uitroepen, hoewel velen onder zijn volgelingen dat te ver vonden gaan. Zij hadden hem liever alleen als regent gezien.
Een aantal geestelijken in de Anglicaanse kerk was van mening dat Jacobus II, katholiek of niet, toch de wettige koning van Groot-Brittannië was. Aangezien de koning van Engeland tevens het hoofd was van de Anglicaanse kerk, moesten zij een eed van trouw aan hem afleggen. Dat weigerden zij. Daarom werden zij de ‘Nonjurors’ (‘eedweigeraars’) genoemd. In Engeland ging het om William Sancroft, de aartsbisschop van Canterbury, met acht andere bisschoppen, en in hun voetsporen ca. 400 lagere geestelijken. Zij kregen allen ontslag.
De Nonjurors waren vrijwel allemaal afkomstig uit de High Church, dat deel van de Anglicaanse Kerk dat zich verwant voelt met de Rooms-Katholieke Kerk. Het was echter geen homogene groep. Een aantal van hen had geen moeite met de regering van Willem III, maar dan wel als regent, niet als koning.
Hun ontslag erkenden de Nonjurors en hun volgelingen niet. Enkelen van hen, onder wie Sancroft, trokken zich terug uit het openbare leven, maar veel ‘nonjuring’ geestelijken bleven doorwerken als geestelijke en als een ‘nonjuring’ bisschop overleed, benoemden zijn collega's zelf een nieuwe (schaduw-)bisschop. In 1713 werd op die manier bijvoorbeeld Jeremy Collier tot bisschop gekozen, die een nationale beroemdheid was geworden toen hij in 1698 een pamflet had gepubliceerd dat zich richtte tegen het ‘immorele en vulgaire’ toneel van zijn tijd.
Ongeveer een eeuw lang functioneerden de Nonjurors in feite als een aparte kerk naast de Anglicaanse. Hun kerken mochten ze niet meer gebruiken; de diensten werden gehouden in zaaltjes en huiskamers.
In Schotland waren de Nonjurors zelfs een meerderheid binnen de kerk. De overheid zette hierop de anglicaanse stroming buiten de Schotse kerk en koos partij voor de presbyterianen. De Engelse koning(in) is sindsdien hoofd van de Engelse Anglicaanse kerk, maar gewoon lid van de presbyteriaanse Church of Scotland. De anglicaanse, episcopaalse stroming vormde uiteindelijk de Scottish Episcopal Church.
In Ierland was maar een van de 23 Anglicaanse bisschoppen Nonjuror.

## Schisma
In 1717 ontstond een schisma onder de Nonjurors over de vraag of veranderingen in het Book of Common Prayer, de Anglicaanse liturgie, noodzakelijk waren. Enkele prominente Nonjurors, onder wie Jeremy Collier en Thomas Brett, bepleitten vier aanvullingen die naar hun mening in overeenstemming waren met de apostolische traditie. Het ging om het aanlengen met water van de wijn bij het Heilig Avondmaal, het aanroepen van de Heilige Geest tijdens het Heilig Avondmaal, en twee kleine veranderingen in de vaste gebeden tijdens een dienst. Een grote minderheid in de kerk ging met hen mee.
In 1732 verzoenden de twee facties zich weer.

## Verval
Hoewel onder de Nonjurors zeker veel sympathie bestond voor het jacobitisme, de stroming die Jacobus II, en later het Huis Stuart, weer op de troon wilde zetten, hielden de meeste Nonjurors zich, althans in Engeland, afzijdig tijdens de Jacobitische opstanden van 1715 en 1745. Veel Schotse geestverwanten namen daaraan wel deel.
In de loop van de achttiende eeuw werden de Nonjurors een steeds kleinere groep, zeker toen Karel Eduard Stuart, de laatste geloofwaardige troonpretendent uit het Huis Stuart, in 1788 was overleden. Rond 1800 was de kerk verdwenen, al bleven de ideeën bij enkelen leven. John Henry Newman is beïnvloed door de Nonjurors.

## Bron
- Albert Mitchell over de Nonjurors (gearchiveerd)